# Ducado del Maestrazgo

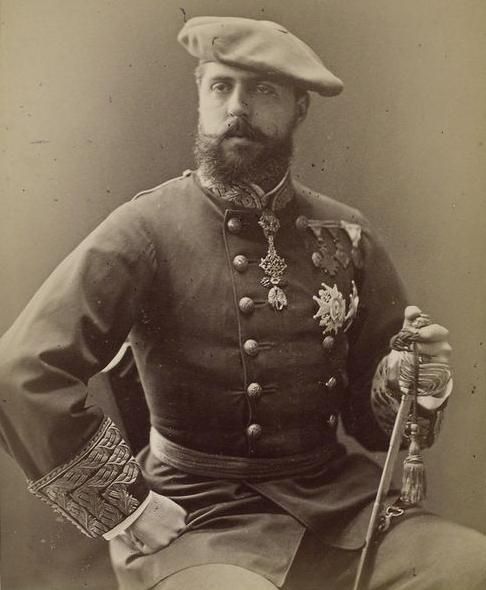
Pretendiente carlista "rey" Carlos VII.

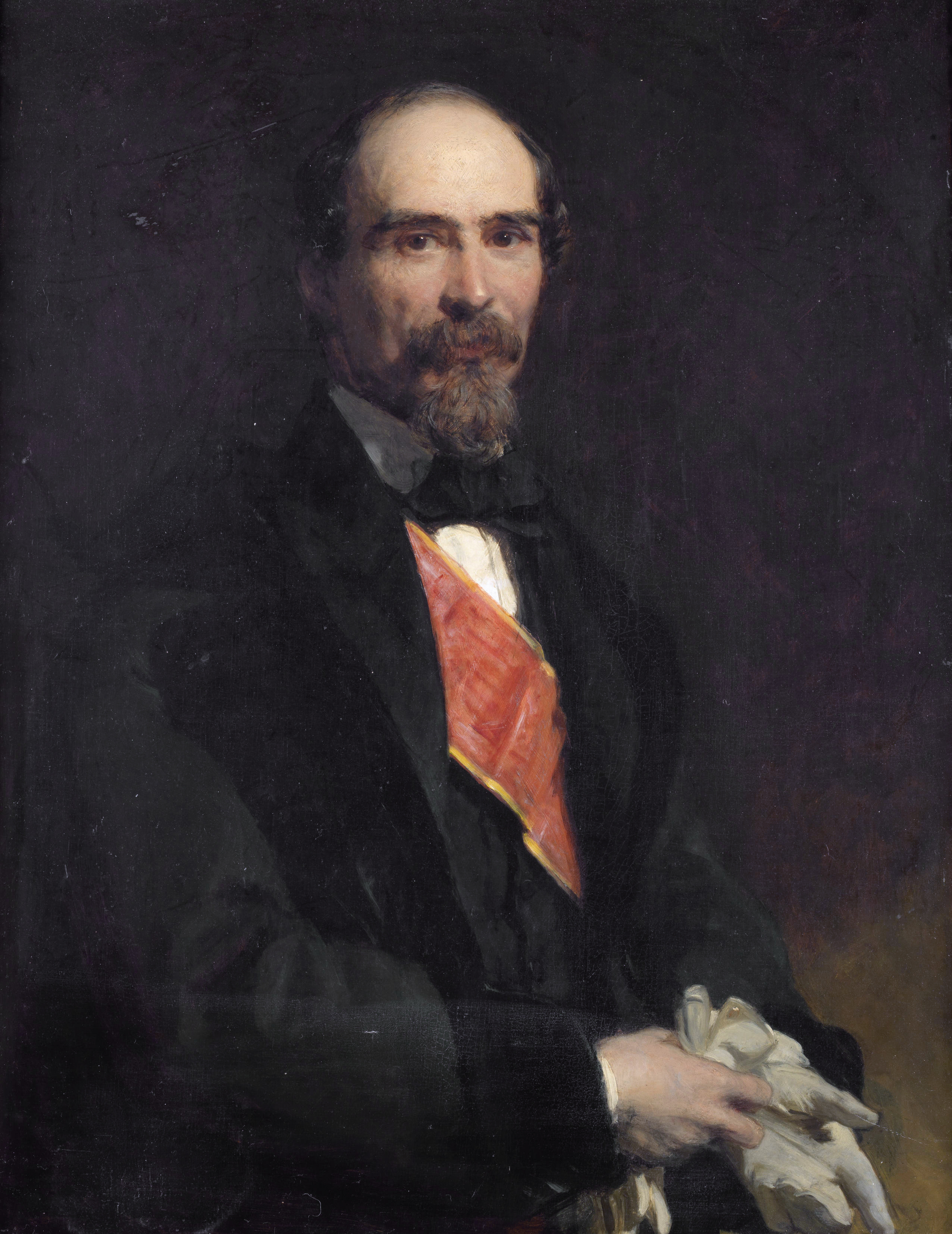
Ramón Cabrera y Griñó, I duque del Maestrazgo.

El ducado del Maestrazgo es un título nobiliario español creado en 1869 por el pretendiente carlista "Carlos VII" a favor de Ramón Cabrera y Griñó a quien también nombró I conde de Morella y I marqués del Ter. Fue conocido como "El Tigre del Maestrazgo".

## Concesión
Participó en las primeras guerras carlistas, pero al ser derrotado se refugió en Inglaterra poniendo a disposición del pretendiente "Carlos VI" cuantiosas ayudas económicas. Sus desavenencias con la camarilla del nuevo pretendiente carlista, el autoproclamado Carlos VII le hicieron reconsiderar su postura, aunque en 1869 el pretendiente viajó personalmente a Londres para proponerle una nueva insurrección Cabrera rechazó de plano la propuesta. Aunque fue nombrado jefe del partido carlista en 1869, el año siguiente renunció al cargo por desavenencias con Carlos VII, siendo aceptada su decisión por la asamblea de Vevey convocada al efecto. 
La llegada de la Restauración tras el golpe del general Martínez Campos y el ascenso al trono de Alfonso XII pusieron en evidencia la cordial concordancia existente entre la actitud del antiguo caudillo carlista y el nuevo proyecto de orden social que proponía el canovismo. Alfonso XII, en visita personal a Cabrera a Wentworth, encontró numerosos puntos en común en torno a las bases políticas que debía tener la monarquía restaurada. 
Desengañado de Carlos VII, en 1875 reconoció al nuevo rey, que a su vez reconoció a Cabrera su graduación y sus títulos nobiliarios. No volvió a España, muriendo en Inglaterra.
Al reconocer, Ramón Cabrera, a Alfonso XII como rey de España, el pretendiente "Carlos VII", le despojó, el 21 de marzo de 1875 de todos sus títulos, aunque fueron  reconocidos por el rey como títulos de España. 
A pesar de ello, Cabrera solo solicitó el de conde de Morella y el de marqués del Ter que le fueron reconocidos. Hoy, sus descendientes los conservan, no así el Ducado del Maestrazgo.

## Duques del Maestrazgo
|                           | Titular                   | Periodo                   |
| Creación por "Carlos VII" | Creación por "Carlos VII" | Creación por "Carlos VII" |
| ------------------------- | ------------------------- | ------------------------- |
| I                         | Ramón Cabrera y Griñó     | 1869-1875                 |
| Título caducado           |                           |                           |

## Historia de los duques del Maestrazgo
- Ramón Cabrera y Griñó (Tortosa 27 de diciembre de 1806 – Wentworth 24 de mayo de 1877), I duque del Maestrazgo, I conde de Morella y I marqués del Ter, conocido como "El Tigre del Maestrazgo".

1. Casó con Marianne Catherine Richards.

## Nota
Sus descendientes reivindicaron y usaron el título de "Marqués del Ter" y el de "Conde de Morella", no así el de "Duque del Maestrazgo" que cayó en el olvido.
Actualmente este ducado está caducado, sin posibilidad de ser rehabilitado, por lo que simplemente es un título histórico.